# 国立病院機構東京医療センター

病棟

国立病院機構東京医療センター（こくりつびょういんきこうとうきょういりょうセンター）は、独立行政法人国立病院機構が東京都目黒区東が丘に設置する病院。国立病院機構東信越グループ事務所の所在地でもある。

## 概要
旧国立東京第二病院、国立病院東京医療センター。国立病院機構の総本山である。政策医療分野における感覚器疾患の高度専門医療施設（準ナショナルセンター）、がんの基幹医療施設、循環器病、精神疾患、成育医療、免疫異常、腎疾患、内分泌・代謝性疾患、血液・造血器疾患の専門医療施設であり、高度総合医療施設に位置づけられている。地域医療支援病院の承認を受ける。
旧称「国立東京第二病院」は、新宿区にある独立行政法人国立国際医療研究センターの旧称「国立東京第一病院」に対するものだが、本病院は海軍軍医学校第二付属病院を起源の1つとしており、陸軍由来の国際医療研究センターとは歴史的にも別組織である。
慶應義塾大学病院と提携しており、「慶應義塾大学関連病院会」に所属する。
国立病院機構で唯一、視力矯正手術（レーシック）を行っている 。

## 沿革
- 1884年 - 海軍軍医学校第二付属病院(並びに海軍第一療品廠、財団法人東京海神会病院)として設立
- 1945年11月19日 - 海軍財産が占領軍に接収される。病院は「陸海軍病院に関する覚書」（11月19日付）に基づき占領軍から内務省を通して厚生省へ移管。
- 1945年12月1日 - 国立東京第二病院に改称。
- 1949年5月4日 - 昭和天皇、香淳皇后が社会事業施設視察の一環として行幸啓。傷痍者らの慰問を行った[2]。
- 1998年 - 国立病院東京医療センターに改称。
- 2001年1月6日 - 厚生労働省へ移管。
- 2004年4月1日 - 独立行政法人国立病院機構東京医療センターに改称。
- 2023年3月1日 - メンタルケア科の入院病床を閉鎖。

## 診療科
- 総合内科
- 消化器内科
- 循環器内科
- 呼吸器科/アレルギー科
- 腎臓内科
- 内分泌内科
- 血液内科
- リウマチ膠原病内科
- 脳神経内科
- 精神科
- 小児科
- 外科
- 整形外科
- 脳神経外科
- 心臓血管外科
- 耳鼻咽喉科
- 眼科
- 泌尿器科
- 皮膚科
- 産婦人科
- 麻酔科
- 放射線科
- 歯科口腔外科
- リハビリテーション科
- 緩和ケア内科

## 医療機関の指定等
（下表の出典）
| 保険医療機関                                             | 原子爆弾被害者一般疾病医療取扱医療機関                                     |
| 労災保険指定医療機関                                     | 公害医療機関                                                               |
| 指定自立支援医療機関（更生医療）                         | 母体保護法指定医の配置されている医療機関                                   |
| 指定自立支援医療機関（育成医療）                         | 地域医療支援病院                                                           |
| 指定自立支援医療機関（精神通院医療）                     | 災害拠点病院（地域）                                                       |
| 身体障害者福祉法指定医の配置されている医療機関           | 救命救急センター                                                           |
| 精神保健指定医の配置されている医療機関                   | 臨床研修病院                                                               |
| 生活保護法指定医療機関                                   | がん診療連携拠点病院                                                       |
| 結核指定医療機関                                         | エイズ治療拠点病院                                                         |
| 指定養育医療機関                                         | 特定疾患治療研究事業委託医療機関                                           |
| 難病の患者に対する医療等に関する法律に基づく指定医療機関 | DPC対象病院                                                                |
| 戦傷病者特別援護法指定医療機関                           | 難病の患者に対する医療等に関する法律に基づく指定医の配置されている医療機関 |

- 救急告示病院（二次救急、三次救急）[5]
- 公益財団法人日本医療機能評価機構認定病院[6]

## 提携教育機関

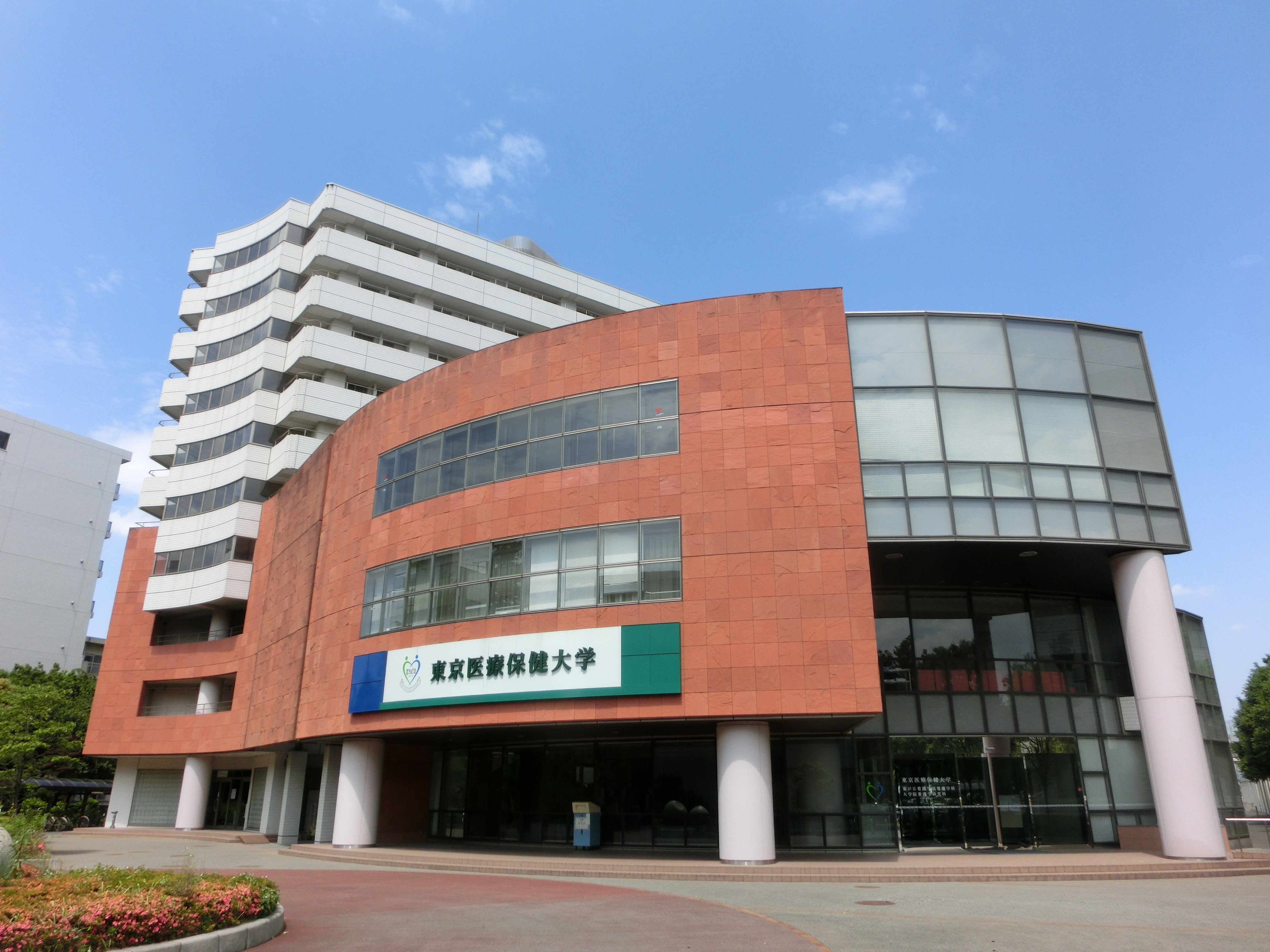
東京医療保健大学東が丘看護学部（国立病院機構キャンパス）

- 東京医療保健大学東が丘看護学部（国立病院機構キャンパス）

## アクセス
出典 : 
電車
- 東急田園都市線駒沢大学駅より徒歩15分

バス
| 乗車駅             | 系統             | 停留所位置       | 運行事業者       |
| 東京医療センター   | 東京医療センター | 東京医療センター | 東京医療センター |
| ------------------ | ---------------- | ---------------- | ---------------- |
| 多摩川駅           | 多摩01           | 病院構内         | ■東急            |
| 五反田駅           | 反12             | 病院構内         | ■東急            |
| 自由が丘駅         | 自12             | 病院構内         | ■東急            |
| 二子玉川駅         | 玉21             | 病院構内         | ■東急            |
| 都立大学駅         | 都立34           | 病院構内         | ■東急            |
| 東京医療センター前 |                  |                  |                  |
| 渋谷駅             | 渋11             | 自由通り沿い     | ■東急            |
| 恵比寿駅           | 恵32             | 駒沢通り沿い     | ■東急            |

- 自由通りと駒沢通りが交差する「東京医療センター前」交差点西側。東側は東根小学校になる。

## 関連人物
- 新木一弘 - 2020年から2024年まで病院長を務めた[8]。